# Pierre Schunck

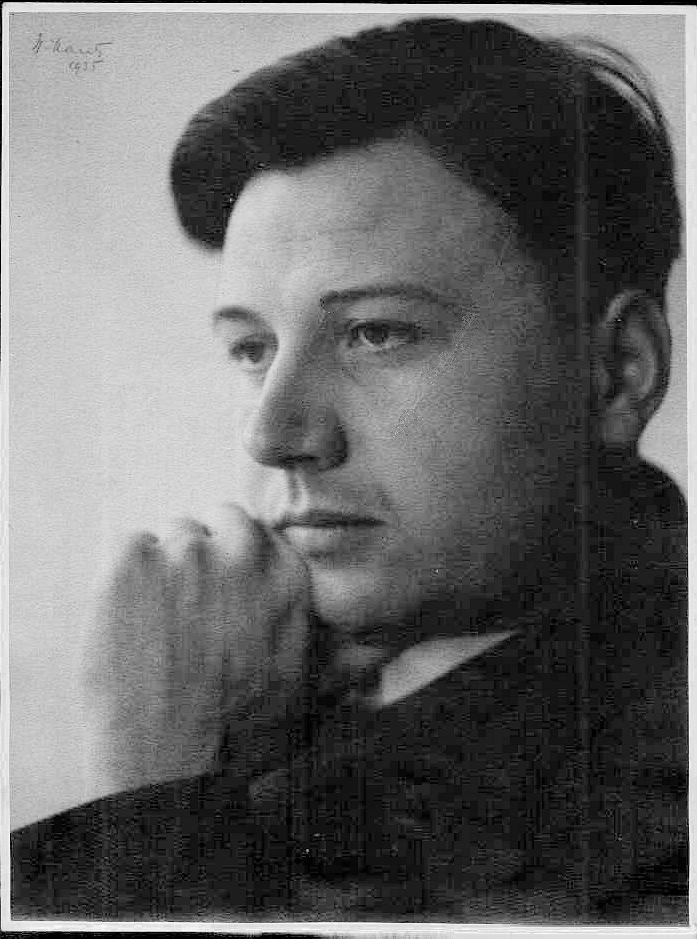
Pierre Schunck 1935

Pierre Schunck (* 24. März 1906 in Heerlen; † 2. Februar 1993 in Kerkrade) stammte aus der Familie Schunck, die ein Kaufhaus in Heerlen besaß. Am bekanntesten wurde er als niederländischer Widerstandskämpfer während des Zweiten Weltkriegs in seinem Wohnort Valkenburg. Nach dem Krieg gründete er das erste Industrieunternehmen auf der damals noch armen Antilleninsel Bonaire in Form einer Textilfabrik für Arbeitskleidung für die Ölindustrie in Venezuela und auf den Nachbarinseln Curaçao und Aruba. Dies war der erste Anstoß für die wirtschaftliche Belebung der Insel, wo zu dieser Zeit noch ein großer Überschuss an alleinstehenden arbeitslosen Frauen herrschte.

## Jugend und Ausbildung
Geboren wurde er in Heerlen als ältester Sohn von Peter Joseph Schunck und Christine Cloot. Als Student gab er Nachhilfe bei Sinti-Kindern im Wohnwagenlager am Heksenberg (in einer Heidebrache in der Nähe des heutigen Stadtteils Heksenberg von Heerlen). Der Franziskaner Justus Merks des Woonwagenliefdewerks war Seelsorger in diesem Lager und die treibende Kraft dahinter. Schunck wurde so Zeuge der anhaltenden Diskriminierung der Sinti und anderer Wohnwagenbewohner, auch schon lange bevor der Nationalsozialismus in den Niederlanden herrschte (1940-1945). Zum Beispiel wurde das Woonwagenliefdewerk 1931 bei einer Sitzung des Provinzparlamentes beschuldigt: Das Liefdewerk ermutigt die Menschen unbewusst, in Wohnwagen zu hausen und – schlimmer noch – umherzuziehen.  Diese Erfahrungen sollten erhebliche Auswirkungen auf sein weiteres Leben haben.
Nach seinem Studium an der höheren Textilschule in Enschede entschloss er sich, Franziskaner zu werden, unter anderem inspiriert von Justus Merks. Er absolvierte eine Priesterausbildung in Megen bei Nimwegen und im Kloster Hoogcrutz (Slenaken) am südlichen Rand von Süd-Limburg, verließ diese Ausbildung jedoch vor der Priesterweihe.

## Berufliche Tätigkeit vor und während des Krieges
Nachdem er aus dem Kloster wieder ausgetreten war, führte er ab den 1930er Jahren im Auftrag der Fa. A.Schunck (im Besitz seines Vaters, Peter Schunck) eine Wäscherei in Valkenburg. Dort traf er seine spätere Frau Gerda Cremers. Sie heirateten am 3. Oktober 1936 in Valkenburg. Sie wurden Mitglieder der Katholischen Aktion, die besonders in den Niederlanden stark vor den (moralischen) Gefahren des Nationalsozialismus warnte, ähnlich wie Erich Klausener in Deutschland.
Mitten im Krieg, am 1. Januar 1943, wurde die Bekleidungsfabrik "De Molen" gegründet. Partner waren dabei Pierre Schunck selbst, der auch Direktor wurde, sowie sein Vater Peter J. Schunck. Ein untergetauchter Jude wurde zum Prokuristen ernannt. Er bekam falsche Papiere die ihn als Jan Langeveld auswiesen. Sein richtiger und auffälliger Name war Lex Israëls.
Vater und Sohn Schunck planten, dort die Produktion von Arbeitskleidung für Bergarbeiter aufzubauen, die zuvor bei Schunck sen. im Glaspalast selbst stattgefunden hatte. Die Besatzer hatten gedroht, ihm die Konzession für die Herstellung zu entziehen, weil er aus prinzipiellen Gründen nicht für die Wehrmacht arbeiten wollte. Dazu kaufte Peter J. Schunck vom Juden Max Salm, der wahrscheinlich seine Flucht finanzieren und eine Beschlagnahme verhindern wollte, eine ehemalige Dampfgetreidemühle an der Geleenstraat.
Während der deutschen Besatzung wurde dort auch viel Kleidung für Untergetauchte hergestellt. Der Firmenname wurde 1947 in SKIL, Schuncks Kleding Industrie Limburg, geändert.

## Widerstandsaktivitäten
Seit Beginn der deutschen Besatzung unternahm Pierre Schunck einige vereinzelte Aktionen, die noch nicht als wirklicher Widerstand, sondern eher als ziviler Ungehorsam angesehen werden können:
- Am 10. Mai 1940, beim Einmarsch der Wehrmacht, versorgte er zusammen mit einigen anderen Männern aus der Wäscherei, niederländische Soldaten, die nicht in Kriegsgefangenschaft gehen wollten mit Zivilkleidung. Ihre Waffen wurden vergraben.
- Mit einem Nachbarn brachte er im Herbst 1941 wertvolles Eigentum der Jesuiten in Sicherheit. Diese waren aus ihrem Kloster vertrieben worden, weil die SS dort die Reichsschule der Niederlande einrichten wollte.
- Um der nationalsozialistischen Winterhilfe zuvor zu kommen, richtete Pierre Schunck im darauf folgenden Winter auf dem Dachboden der Wäscherei, mit der Kücheneinrichtung des enteigneten Jesuitenklosters, eine Suppenküche für Kinder ein. Dabei wurde er von der Katholische Aktion unterstützt. Lokale Landwirte lieferten Lebensmittel, die sie aufgrund von manipulierten Ertragszahlen zurückbehalten konnten. Auf diese Weise knüpfte Pierre Schunck die ersten wertvollen Kontakte zu Bauern, die bereit sein könnten, später etwas für Untergetauchte zu tun.

Das Vergraben der Waffen war von jemandem angezeigt worden, der Geld brauchte. Daher wurde im Frühjahr 1942 unter der Führung eines niederländischen Nazi-Polizisten eine Razzia auf seinem Grundstück durchgeführt. Dank der Unterstützung der meisten Anwesenden, einschließlich des Polizisten, der graben sollte und „nichts finden konnte“, ging das noch gerade gut aus. Aber dies war ein Wendepunkt, Schuncks Widerstand nahm organisierte Formen an.

### Gründung des LO-Distriktes Heerlen
In der Firma De Molen in Heerlen, deren Direktor Pierre Schunck war, hatte er Anfang 1943 einen untergetauchten Juden aus Amsterdam eingestellt, der dort unter einem falschen Namen leben und arbeiten konnte. Kurz darauf wurde Schunck von Kaplan Giel Berix aus Heerlen angesprochen, der seit einiger Zeit Widerstand leistete und Arbeitskleidung für Untergetauchte suchte. Im Gegenzug dazu würde Schunck bessere Papiere für seinen Untergetauchten bekommen. Sie wurden Freunde und an einem der ersten Tage im September 1943 waren sie Mitbegründer des Distriktes Heerlen (LO-H18) der Landelijke Organisatie voor Hulp aan Onderduikers, der Landesweiten Organisation für Hilfe an Untergetauchte, abgekürzt LO. Die Gründung fand in der Amtswohnung des Seelsorgers des Heerlener Krankenhauses, Rektor Nic Prompers, statt. Dieses Krankenhaus wurde zum Widerstandszentrum im Distrikt Heerlen. Der Chefarzt war Karel van Berckel, der den Krieg nicht überlebte. In Heerlen wurde Hilfe für Untergetauchte schon vorher von einigen Gruppen und Einzelpersonen geleistet. Alle Gruppen schlossen sich nach und nach zusammen. Eine zentrale Bedeutung bei der Zusammenführung dieser Gruppen hatte Pater Beatus van Beckhoven OFM.

### Duikherberg(Herberge für Untergetauchte)
Pierre Schunck stammte aus Heerlen und arbeitete dort, er wohnte aber in Valkenburg. Er hörte 1942 von Berix, dass nicht weit von seiner Wohnung entfernt, am Meerssenerbroek zwischen Geulhem und Meerssen, der Kaplan Theo G.H. Geelen in einem unterirdischen Gängesystem Untergetauchte versteckte. Es handelte sich um ein ehemaliges Kalksteinbergwerk, das zum offenen Kalksteinbruch von Schuncks Vater Peter J. Schunck gehörte. Laut Geelen war das gesamte Personal absolut zuverlässig. Alle bis auf einen: der Bergbauingenieur Heinrich S., ein Schwiegersohn von Schunck Senior, der dort Direktor war. Er war Deutscher und der Ortsgruppenführer der deutschen NSDAP in Heerlen. Berix hielt es für ein Plus, dass ein Parteigenosse Direktor war. Die Besatzungsbehörden würden diesem Ort niemals misstrauen. Darüber hinaus erbrachten weitere Erkundigungen beim Personal über die Tätigkeit von S.: „Er geht nie in die unterirdischen Höhlen und kennt sich da auch nicht aus.“ Schunck Senior, der Besitzer der Höhle, sollte einmal eine Gruppe deutscher Offiziere herumführen. Nach einer Weile stieß er mit seinem Stock gegen die Decke, ein paar Kalksteinbrocken fielen herunter und er sagte: „Wir sollten besser zurückgehen, denn ab hier steht die Höhle kurz vor dem Einsturz!“ Die Herren waren sofort einverstanden. Peter Schunck fragte seinen Sohn Pierre nie, warum er an dieser Höhle so interessiert war, sondern akzeptierte anstandslos seine Bitte, einen Bruder des Widerständlers Kaplan Horsmans aus Valkenburg zum Stellvertreter von Heinrich S. zu ernennen, weil der ja anderswo so viel zu tun hätte. Sie begannen, einen zweiten unterirdischen Unterschlupf zu bauen. (Im ersten saßen schon die drei Jungen von Kaplan Geelen.) Von Mitarbeitern der Elektrizitätsgesellschaft der Provinz wurde heimlich eine Stromleitung gelegt. Schunck und Berix besorgten sich mit dem Wissen der dort arbeitenden Nonnen Matratzen aus dem Krankenhaus in Heerlen.
Im Laufe des Jahres 1943 wurde das Durchgangsversteck für rund 20 Personen fertiggestellt und Duikherberg (Tauchherberge) genannt. Die Verpflegung erfolgte über die Suppenküche für Kinder auf dem Dachboden der Wäscherei. Dort wurden die Lebensmittel von Landwirten aus der Umgebung geliefert, am Rationierungssystem vorbei. Gerda Schunck-Cremers (Pierre Schuncks Frau) kochte das Essen für die Menschen in der Höhle. Während der Woche wurde es von jemandem aus dem Kalkunternehmen abgeholt, an den Wochenenden brachte Pierre Schunck es mit dem Fahrrad dorthin. Auch andere Frauen kochten auch für die „onderduikers“ in der Höhle.
Untergetauchte konnten hier vorübergehend untergebracht werden, bis für sie ein endgültiger Platz gefunden war. Später, nachdem Kontakt mit der Landesweiten Organisation LO geknüpft worden war, kamen noch Besatzungsmitglieder abgestürzter alliierter Flugzeuge dazu, bis sie über die Pilotenlinie (einer der Namen für die Fluchtwege zurück nach England) weiter konnten. Über die LO hatte Pierre Schunck dazu Kontakt mit dem Franziskaner Pater Beatus (Gerard van Beckhoven), dem er Zivilkleidung geschneidert hatte. Unter anderem hatte dieser für die geflüchteten französischsprachigen Kriegsgefangenen, Juden und andere eine Route über die belgische Grenze organisiert.
Die "Taucherherberge" blieb bis zum Sommer 1944 in Betrieb.
Im Frühjahr jenes Jahres begannen die Deutschen, die nahe gelegene unterirdische Bronsdalgroeve als bombensichere Reparaturwerkstatt für BMW 801 Flugzeugtriebwerke einzurichten. Die Arbeiten begannen dort im August. Aber da war der Krieg in Valkenburg schon fast vorbei.

### Rayon Valkenburg
Nach einem Probelauf hatte die "Taucherherberge" ihren Betrieb im Jahr 1943 aufgenommen, bevor die Anbindung an eine übergeordnete Struktur zu Stande kam. Dies bedeutete auch die Gründung des Rayons (Subdistrikts) Valkenburg. Sie war aufgrund der Gründung des Distriktes Heerlen und insbesondere durch den Anschluss an die landesweite LO und des somit wachsenden Zustroms von Untertauchenden notwendig. Als der Rayon Valkenburg gegründet wurde, nahm Pierre Schunck den Decknamen Paul Simons an. Viele nahmen ein Pseudonym, dessen Initialen denen des richtigen Namens entsprachen, weil die Menschen zu dieser Zeit oft Dinge mit ihren eigenen Initialen trugen, oft als Geschenk oder Ähnliches, zum Beispiel eine Zigarettenetui oder ein Taschentuch. Ein berühmtes Beispiel: Der Organisator des französischen Widerstands Jean Moulin benutzte die Pseudonyme Joseph Mercier und Jacques Martel.
Die oben erwähnte Suppenküche für Kinder spielte eine wichtige Rolle bei der Rekrutierung von „Taucheltern“ unter den Bauern und, wie erwähnt, bei der Ernährung der Untergetauchten. Die ersten Untergetauchten waren junge Männer, die nicht zum Arbeitseinsatz nach Deutschland wollten, so auch die drei von Kaplan Geelen in der Höhle. „Wir kennen 143 Namen, die zu uns weitergeleitet wurden. Mit den Unbekannten sind das noch mehr, Jungen, die schon vorher dort herum streiften und die wir dann offiziell bei Bauern beschäftigt haben und in Unternehmen in Valkenburg, insbesondere in Hotels.“ Der Tourismus spielte, trotz Krieg, immer noch eine Rolle in der Gemeinde. Dadurch fielen fremde Gesichter nicht auf. In den Hotels war, wie bei den Bauern, immer genug zu essen vorhanden. In den von der Wehrmacht beschlagnahmten Hotels war außerdem nicht mit Razzien zu rechnen.
Schunck suchte für jede Pfarrgemeinde eine Kontaktperson. In städtischen Gebieten wurden diese als „Viertelchefs“ bezeichnet, im ländlichen Raum wie Valkenburg Duikhoofden „Taucherchefs“. Sie lieferten Untertauchadressen und blieben für diese die Ansprechpartner zum Rayon hin. Im Städtchen Valkenburg selbst gab es zwei Taucherchefs, Harry van Ogtrop und der bereits genannte Kaplan Horsmans.
Valkenburg liegt zwischen den Städten Maastricht und Heerlen, aber der Widerstand von Valkenburg hatte in vielerlei Hinsicht mehr mit Heerlen zu tun. Der Rayon Valkenburg blieb vorerst jedoch autonom. Erst im Januar 1944, nach Schwierigkeiten mit Maastricht, wo der Widerstand genug mit sich selbst zu tun hatte, trat er dem Distrikt Heerlen bei.

#### Juden und Sinti in Valkenburg
- Vor dem Krieg gab es einige Sinti-Familien, die durch Süd-Limburg reisten. Ihnen waren meistens Orte weit außerhalb der Bebauung zugewiesen worden, wie am oben erwähnten Heksenberg in Heerlen. Ab dem 1. Juli 1943 war in den Niederlanden ein absolutes Reiseverbot für Wohnwagen in Kraft, ohne dass dabei ein ethnischer Unterschied gemacht wurde. Vor dem Krieg war schon der Plan entstanden, alle Wohnwagen auf eine kleine Anzahl von Versammlungslagern zu konzentrieren. In Süd-Limburg waren das insgesamt 44, sie sollten nach Maastricht.[21] Infolgedessen wurden aus Valkenburg keine Sinti deportiert.
- Die Jüdische Gemeinde Valkenburg bestand 1940 aus 19 Familien mit 64 Mitgliedern. An einigen Orten in Süd-Limburg wurde versucht, möglichst viele Juden zu verstecken, beispielsweise in Brunssum von Pastor H. Bouma, in Beek vom Gemeindebeamten Willy Sangers, in Nieuwenhagen vom Allgemeinarzt P.J. Snijders und in Valkenburg von Pierre Schunck.[22] Was Valkenburg angeht, hat das kaum funktioniert, obwohl Verstecke eingerichtet waren, auch im Krankenhaus von Heerlen. Man konnte oder wollte einfach nicht glauben, dass die Gerüchte über die Vernichtungslager zutrafen. Viele Juden dachten zwar, dass eine neue Art von babylonischem Exil bevorstand, aber doch kein industrieller Massenmord. Zum Beispiel das ältere Ehepaar Soesman-Horn, ehemalige Nachbarn von Gerda Schunck-Cremers. Sie und ihr Ehemann Pierre flehten sie an, die Möglichkeit zu nutzen, unterzutauchen.[23] In Valkenburg gab es zwei größere Verhaftungswellen gegen die Juden. Die erste am 25. August 1942 (32 Personen erhielten einen Aufruf, auf den 16 sich meldeten). Am 10. November wurden 8 Personen ohne Vorwarnung zu Hause festgenommen. Es gab auch Einzelverhaftungen. Von den 43 Deportierten überlebte nur eine Person.[24] Von den jüdischen Valkenburgern überlebten 44 den Krieg als Untergetauchte. In der Datenbank über Personen in Valkenburg 40-45 werden 45 überlebende Juden gezählt, einschließlich des oben genannten Untertauchers in Heerlen, der ja bei einem Valkenburger untergetaucht war.

#### Die Zusammenarbeit mit derKnokploeg Zuid-Limburg
Die LO hatte eindeutig eine andere, dezentralere Struktur als die früheren Widerstandsgruppen, die von Militärs gegründet wurden, wie zum Beispiel die Gruppe Erkens. Inzwischen waren fast alle diese frühen Widerstandsgruppen in Süd-Limburg im Rahmen des Hannibalspiels, einer Infiltration durch die Marine-Abwehrstelle Groningen im Grenzgebiet der niederländischen Provinz Limburg und der belgischen Provinz Lüttich, aufgeflogen. Die Zeit war reif für einen mehr zivilen Widerstand. Denn Valkenburg hatte keine militärischen Zielobjekte, so dass wirksamer Widerstand allein schon deswegen hauptsächlich aus Hilfe für Verfolgte bestehen sollte und konnte. Sabotage und dergleichen machten vorerst weniger Sinn. Das sollte sich erst wieder ändern, als sich die Befreier näherten, siehe Abschnitt über Geheimdienste. Bis dahin war die Knokploeg Zuid-Limburg, wie der bewaffnete Flügel der LO dort hieß, auch in Valkenburg vor allem für die Unterstützung der Untertaucherhilfe da.
Der Einsatz solcher bewaffneten Gruppen begann erst recht spät in Limburg. Denn es gelang auch in Valkenburg, ein Netzwerk von Verbindungen zu Beamten aufzubauen. Im Zuteilungsamt und Rathaus zu Hein Cremers, Guus Laeven und insbesondere Willem Freysen, zu Lambert Brands des Centrale Crisis Controle Dienst (CCD) und der örtlichen Lebensmittelagentur, zu einigen Polizisten und anderen Beamten. Infolgedessen war es nicht erforderlich, die benötigten Güter und Dokumente mit Gewalt zu beschaffen. Darüber hinaus fanden ja viele Untergetauchte Unterschlupf in den Hotels und auf dem Land und hatten daher genug zu essen, auch ohne Lebensmittelgutscheine.
Überfälle hatten daher vorerst keine Priorität. Als dennoch 1944 ein Bedarf entstand, geschah dies in Absprache mit zwei Beamten vor Ort. Diese Hilfe von innen erlaubte es, die Risiken zu begrenzen. Siehe „Überfall auf das Zuteilungsamt“.

#### Überfall auf das Zuteilungsamt
In Valkenburg waren viele Menschen untergetaucht. Genaue Zahlen sind nicht bekannt. Der Widerstand half den ihnen bekannten Personen beim Verstecken in Form von Lebensmittelgutscheinen und anderen Rationierungsdokumenten und, falls erforderlich und möglich, mit Ausweispapieren und Geld. Eine unbekannte Zahl versteckte sich mit Hilfe von Nachbarn und Familie, ohne fremde Hilfe. Diese Fälle wurden auch versucht, herauszufinden um sie gegebenenfalls zu unterstützen. Um für die Untergetauchten die erforderlichen Coupons und andere Unterlagen bereitstellen zu können, wurde im Zuteilungsamt des Distributionskreises Valkenburg eine große Menge davon monatlich abgezweigt. So sehr, dass auch andere Rayons mit versorgt werden konnten. Als dies aufzufliegen drohte, kontaktierte der Beamte Willem Freysen Pierre Schunck, der seinerseits die Knokploeg Zuid-Limburg (Kampfteam Süd-Limburg) kontaktierte. Die Absicht war, in das Zuteilungsamt einzudringen und ein derartiges Chaos anzurichten, dass die Aktivitäten von Freysen und seinem Kollegen Willems unbemerkt blieben. Am 22. Juni fuhr die KP-Zuid-Limburg mit einem unauffällig gepanzerten Feuerwehrauto der KP Sittard und einem Auto, das sie von einer der Oranje-Nassau Zechen „geliehen“ hatten, vor. Natürlich war ein Feuerwehrauto nicht von der nächtlichen Ausgangssperre betroffen. Sie hatten das Glück, dass am Vortag ein Vorrat für zwei Monate an Rationierungsdokumenten geliefert worden war.
„All dies funktionierte und das NSB-Mitglied, das als Nachtwächter angestellt war, wurde KO geschlagen und in der Toilette eingesperrt. Die Gutscheine wurden über Nacht von Frau Jaspers in einem Haus in Klimmen aufbewahrt.“ Am nächsten Tag wurden die Säcke von Pierre Schunck unter einer Ladung Stroh „für das Pferd“ mit einigen seiner Kinder darauf weiter transportiert.

### Nachrichtendienst
Pierre Schunck war Mitglied der Geheimdienstgruppe ID18, die in Aktion trat, als sich die Alliierten näherten. Wie aus der Nummer 18 hervorgeht, gehörte diese Gruppe zum Distrikt Heerlen (Z18) der LO und wurde gegründet von Theo Goossen (Deckname Harry van Benthum), Rayonleiter von Kerkrade und nach dem Verrat von Weert zeitweilig Distriksleiter von Heerlen. Cammaert wies auf die große Effektivität dieses Geheimdienstes hin, die er damit erklärt, dass er vom lokalen Widerstand ausging und nicht von außen eingeführt wurde. Ein einfaches Beispiel: „Von Zeit zu Zeit gingen sie durch die Front, um die Amerikaner zu informieren und zu lotsen. Brouwers erzählte den Amerikanern unter anderem, dass der Kirchturm von Klimmen (bei Valkenburg) als Aussichtspunkt diente. Der Turm wurde sofort angegriffen.“ Schunck war der Kontaktmann von Goossen in Valkenburg.

### Während der Befreiung
Als sich die Amerikaner (30th Infantry Division „Old Hickory“) näherten, nahm auch er sofort Kontakt auf und vereinbarte einen Termin, um sie nach Valkenburg hinein zu lotsen. Er wurde auf die Motorhaube des ersten Jeeps der Vorausgruppe gesetzt und so rollten sie leise, mit abgestelltem Motor, talwärts in die Stadt. Das Ziel schlug fehl: Die deutsche Nachhut sprengte die letzte intakte Göhlbrücke. Damit war der südliche Teil von Valkenburg befreit. Auf Grund von Nachschubschwierigkeiten kam der alliierte Aufmarsch nun ins Stocken. Während des folgenden tagelangen Artillerie-Duells zwischen den amerikanischen und deutschen Truppen verlief die Front zwischen dem 14. und 17. September 1944 entlang der Göhl mitten durch Valkenburg.

#### Die evakuierte Bevölkerung ist in Not
Die meisten Valkenburger waren jetzt in den bereits befreiten historischen Gängen der unterirdischen Kalksteinbrüche untergekommen, die regional gewöhnlich Mergelgrotten genannt werden. Dort entstand ein akuter Mangel an allem, so dass Pierre Schunck vom amerikanischen Kommandanten einen Jeep und einen Fahrer erhielt, um durch das gerade befreite Gebiet zur Militärbehörde in Maastricht zu fahren. Dort bekam er Hilfe: „Der Transporter erwies sich als ein großer LKW des ENCI-Zementwerks. Brot kam aus der „Maastrichtse Broodfabriek“, mit einem Lieferwagen eines örtlichen Drogisten. So war die Lebensmittelfrage also geregelt. Nach ein paar Tagen kam das Rote Kreuz mit einem Arzt, einer Krankenschwester, einigen Offizieren und einer Handvoll Journalisten.“

#### Offizier für Personalangelegenheiten der LimburgerStoottroepen
Süd-Limburg war erst halb befreit, als der Anführer der Limburger knokploegen, Jacques Crasborn, seinen Adjutant Bep van Kooten zum Hauptquartier der gerade gegründeten Binnenlandse Strijdkrachten schickte. Er wurde dort vom Kommandanten Prinz Bernhard empfangen und zum Organisator und Befehlshaber des Kommando Limburg der neuen Infanterieeinheit der BS, Stoottroepen ernannt. Am 19. September 1944 war Van Kooten wieder in Maastricht, wo er sofort mit der Rekrutierung begann.
Zu diesem Zweck ernannte er Pierre Schunck zum Offizier für Personalangelegenheiten der Limburger Stoottroepen. Im Gegensatz zu beispielsweise Van Kooten und Crasborn entschied dieser sich jedoch nicht für eine Karriere als Berufssoldat und kehrte nach einiger Zeit zu seiner Familie und Firma zurück.

## Interviews und andere Erinnerungen nach dem Krieg
Nach dem Krieg gab Pierre Schunck Interviews und schrieb Erinnerungen an diese Zeit auf. Diese Dokumente bildeten den Beginn einer Webseite über den Widerstand in und um Valkenburg. Sie wurde durch Informationen aus anderen Quellen ergänzt.

## Bonaire
1948 reiste Pierre Schunck nach Bonaire, wo er im Auftrag mehrerer Familienmitglieder, darunter seines Vaters, eine Fabrik für Arbeitskleidung, hauptsächlich für die Erdölindustrie in Venezuela und auf den Nachbarinseln, errichtete. Die Biographie von Pierre Schunck ist somit ein untrennbarer Bestandteil der Geschichtsschreibung des damals noch sehr prekären Bonaire.
Die Idee entstand in einem Gespräch zwischen einem Direktor von Shell auf Curaçao namens Bloemgarten und dem Vater von Pierre Schunck: Zufälligerweise kam ein Shell-Direktor Bloemgarten in seine Geburtsstadt Heerlen und erkundigte sich bei Papa nach einem jüdischen Glaubensgenossen Salm (von dem Papa die Molen gekauft hatte). So kam das Gespräch auf die Mühle und auf mich. Bloemgarten brachte Papa auf die Idee einer Niederlassung auf den Antillen. Zu dieser Zeit waren viele Menschen in Westeuropa zutiefst besorgt über die Pläne von Joseph Stalin, von dem angenommen wurde, dass er Westeuropa in seinen Einflussbereich einverleiben möchte. Einige Familienmitglieder von Pierre Schunck argumentierten, Pierre müsse in den karibischen Teil des Königreichs geschickt werden, um dort ein wirtschaftliches Standbein aufzubauen.

### Neue Arbeitsplätze
Es herrschte 1948 noch große Armut auf der Insel: Es gab noch so gut wie keinen Tourismus, viele Männer arbeiteten anderswo, hauptsächlich in den Erdölraffinerien auf Curaçao und Aruba oder als Seemann. Daher war ein neues Unternehmen, das beabsichtigte, Arbeitsplätze gerade für Frauen anzubieten und diese dafür auch auszubilden, für Bonaire ein großer Fortschritt. Denn auch die Frauen versuchten, auf den anderen Inseln Geld zu verdienen. Mit den Worten von Pierre Schunck: Die Behörden von Curaçao hatten die folgenden Motive, um uns auf Bonaire hinzuweisen. Die Insel ist in einer prekären Lage und ein ziemlich großer Negativposten im Budget von Curaçao. Die weibliche Bevölkerung versucht, auf Curaçao und Aruba Arbeit zu finden, und ist moralischen Gefahren ausgesetzt, die zu Schwierigkeiten für die Regierung führen können.
Es gab nur ein paar Stunden am Tag Strom. Eine Folge dieser Firmenansiedlung war, dass die Stromversorgung auf 24 Stunden gebracht wurde. Pierre Schunck schreibt dazu: „Die einzigen Nachteile bei unserer Ansiedlung waren: das Fehlen eines geeigneten Gebäudes und einer Stromversorgung während des Tages. Es war ein Kraftwerk vorhanden, das von einer privaten Firma betrieben wurde. Technisch konnte uns diese Anlage mit Strom versorgen, aber nur für ein Unternehmen konnten sie nicht rentabel arbeiten. Aufgrund des wirtschaftlichen Aspekts der Gründung kleiner Industrien für Bonaire, versprach uns die Regierung in der Person seiner Exzellenz Gouverneur Dr. P. Kasteel, diesem Kraftwerk eine Defizitgarantie für die tägliche Stromversorgung zu geben.“ Dass diese vollständige 24/24 Stromversorgung eine Voraussetzung für den einsetzenden Tourismus war, versteht sich von selbst.
Anfangs lief es gut. Sogar der Java-Bode schreibt vom anderen Ende der Welt am 14. Juni 1950 über die Einrichtung eines Büros im Bundesstaat Aragua, westlich von Caracas, um den Verkauf in Venezuela zu fördern.

### Insolvenz
Mit 70 Menschen hatte er auf Bonaire angefangen, aber die Absicht war, dies auf 120 zu erweitern. Die anfängliche Blüte dauerte jedoch nur kurze Zeit. Nach zwei Jahren traten bereits erhebliche Probleme auf.
- Es gab fast kein qualifiziertes Personal, was zu erheblichen jahrelangen Ausbildungskosten führte.[41]
- Es wurde Geld in ein soziales Projekt investiert, das für diese Zeit und an diesem Ort absolut neu war. Pierre Schunck hatte bei der Niederlassung auf Bonaire vor allem die Entwicklung der Insel im Auge gehabt, während die Aktionäre zu Beginn des Kalten Krieges vor allem ihr Kapital in Sicherheit bringen wollten. Das war nicht immer deckungsgleich. Der Amigoe di Curaçao berichtet am 28. Juli 1951, dass für das Personal ein Vorsorgefonds in Form einer von ihnen selbst zu verwaltenden Stiftung zur Alters- und Sterbeversicherung eingerichtet wurde. „Die N.V. Schunck’s Kleding Industrie Bonaire trägt alle mit dieser sozialen Vorsorge verbundenen Kosten.“[42]
- Das Unternehmen befand sich im Aufbau und benötigte dringend Investitionen. Die Fa. A.Schunck, die sich im Alleinbesitz von Pierre Schuncks Vater befunden hatte, war 1948 in eine Aktiengesellschaft umgewandelt worden. Einigen Direktionsmitgliedern dieser N.V. A.Schunck waren Zweifel an der Lebensfähigkeit des Projekts gekommen. Infolgedessen wurde das dringend benötigte Geld von Schunck Sr. für diese Investitionen blockiert oder verzögert. In der zweiten Hälfte des Jahres 1954 gingen unzählige Briefe zwischen Bonaire und den Niederlanden hin und her. Aus denen geht hervor, dass sowohl das Unternehmen auf Bonaire als auch die SKIL in Heerlen nicht mehr rentabel waren, aber auch, dass die Ansichten über den Weg, den das Management der N.V. A. Schunck einschlagen sollte, zu unterschiedlich waren.[38]

Insolvenz war unvermeidlich und wurde am 11. Oktober 1955 ausgesprochen.
Pierre Schunck verließ Bonaire zum Jahreswechsel 1954–1955. Die Regierung auf Curaçao übernahm die Fabrik und verwandelte sie in ein Beschäftigungsprojekt unter dem Namen Bonaire Confectiefabriek. Die Begründung war, dass ein verlustbringendes Beschäftigungsprojekt weniger kostspielig wäre als die Leistungen, die sonst hätten gezahlt werden müssen.

## Rechenschaft
- Die vorgenannten Widerstandshandlungen sind natürlich nicht nur das Werk von Pierre Schunck, sondern des gesamten Subdistrikts Valkenburg und mehr. Da es bisher keinen Artikel über den Widerstand im Rayon Valkenburg gibt, werden diese hier ebenfalls ausführlich besprochen. Oben stehender Artikel ist daher nicht nur eine Biographie.
- Die humanitäre Hilfe der LO hat in der Regel auch in Valkenburg keinen Aufsehen erregenden Widerstand geleistet, außer bei dem oben erwähnten Überfall auf das Zuteilungsamt, sondern wirkte wie überall mehr im Verborgenen. Dadurch gibt es kaum amtliche Quellen darüber, wie Polizeiberichte usw., außer wenn ausnahmsweise eine Kampfgruppe in Bewegung kommen musste. Denn Überfälle, Sabotage, Liquidationen und Befreiungsmaßnahmen erregten nur unerwünschte Aufmerksamkeit.[45] Deshalb müssen wir uns bei der Beschreibung des humanitären Widerstandes in den meisten Fällen mit solchen autobiografischen Daten zufriedengeben. In Pierre Schuncks eigenen Worten: "…Ich fand es falsch, Notizen zu machen, es wurde zu viel geschrieben."[46]
- Die meisten Angaben über die Geschichte von Pierre Schunck auf Bonaire sind in Zeitungsberichten zu finden. Teilweise aber auch in seinem hinterlassenen Privatarchiv, im Besitz der Familie. Dieses wurde bislang nur teilweise inventarisiert und ist noch nicht öffentlich verfügbar. Es soll irgendwann in ein öffentlich zugängliches Archiv gebracht werden, wie es bereits beim Archiv seines Bruders Leo H.M. Schunck geschehen ist.[47]